# Kings of Convenience
Kings of Convenience er en folk-duo fra Bergen i Norge. Duoen består af Erlend Øye og Eirik Glambek Bøe.

## Historie
Øye og Bøe blev begge født i 1975 (Øye den 21. november og Bøe den 25. oktober), og har kendt hinanden fra folkeskolen, hvor de gik i samme klasse.

## Discography

### Albums
| År   | Album                                                                   | Peak Chart Positions | Peak Chart Positions | Peak Chart Positions | Peak Chart Positions | Peak Chart Positions | Peak Chart Positions | Peak Chart Positions | Peak Chart Positions |
| År   | Album                                                                   | NOR                  | UK                   | ITA                  | FRA                  | SWE                  | U.S.                 | U.S. Heat.           | U.S. Indie           |
| ---- | ----------------------------------------------------------------------- | -------------------- | -------------------- | -------------------- | -------------------- | -------------------- | -------------------- | -------------------- | -------------------- |
| 2001 | Quiet Is the New Loud - Første studio album - Udgivelse: 6. marts, 2001 | 1                    | 72                   | —                    | 103                  | —                    | —                    | —                    | —                    |
| 2001 | Versus - Første remix album - Udgivelse: 30. october, 2001              | 30                   | 135                  | —                    | —                    | —                    | —                    | —                    | —                    |
| 2004 | Riot on an Empty Street - Andet album - Udgivelse:21 juni, 2004         | 2                    | 49                   | 3                    | 80                   | 53                   | —                    | —                    | 41                   |
| 2009 | Declaration of Dependence - Tredje album - Udgivelse: 20 oktober, 2009  | 8                    | 69                   | 10                   | 71                   | 53                   | 112                  | 3                    | —                    |
| 2021 | Peace or Love - Fjerde album - Udgivelse: 18 juni, 2021                 | 4                    | 26                   | 60                   |                      |                      |                      |                      |                      |

### EPs
- Magic in the Air (Limited 3-track CD; includes cover of a-ha's "Manhattan Skyline") (2001)
- Playing Live in a Room (5-track CD) – Virgin – (2000)
- Kings of Convenience's Live Acoustic Sessions - Milan 2009 (4 track EP) (2010)

### Singles
| År   | Single                             | Charts | Album                     |
| År   | Single                             | UK     | Album                     |
| ---- | ---------------------------------- | ------ | ------------------------- |
| 1999 | "Brave New World"                  | —      |                           |
| 1999 | "Failure"                          | —      | Quiet is the New Loud     |
| 1999 | "Toxic Girl"                       | —      | Quiet is the New Loud     |
| 2001 | "Failure" (re-release)             | 63     | Quiet is the New Loud     |
| 2001 | "Toxic Girl" (re-release)          | 44     | Quiet is the New Loud     |
| 2001 | "Winning a Battle, Losing the War" | 82     | Quiet is the New Loud     |
| 2004 | "Misread"                          | 83     | Riot on an Empty Street   |
| 2004 | "I'd Rather Dance with You"        | 60     | Riot on an Empty Street   |
| 2005 | "Know How" (feat. Feist)           | 86     | Riot on an Empty Street   |
| 2009 | "Mrs. Cold"                        | —      | Declaration of Dependence |
| 2009 | "Boat Behind"                      | —      | Declaration of Dependence |